# Polygonum salsugineum
Polygonum salsugineum là một loài thực vật có hoa trong họ Rau răm. Loài này được M.Bieb. miêu tả khoa học đầu tiên năm 1800.